# Keizer Karel als kind
Keizer Karel als kind is een werk van Jan Van Beers (1852 - 1927) uit 1879. Het was oorspronkelijk in het bezit van Jean Naudts en werd uiteindelijk door Bertha Sophie Pauline Van der Stucken aan het Koninklijk Museum voor Schone Kunsten Antwerpen (KMSKA) geschonken.

## Context
Bij de voorstelling van Keizer Karel als kind op het Salon van Brussel in 1880 was de verzamelde pers enorm enthousiast over het schilderij van de naar Parijs uitgeweken kunstenaar uit Lier. Het onderwerp en de stijl van het werk lagen beide in lijn van de romantische historieschilderkunst. Liefhebbers zagen Van Beers dan ook als de opvolger van Henri Leys (1815-1869), de kunstenaar die gestalte gaf aan die romantische historieschilderkunst in het midden van de negentiende eeuw.
Het is niet verbazingwekkend dat het de conservatieve pers was die zich gecharmeerd voelde door Keizer Karel als kind. Werken die de nationale geschiedenis verheerlijkten of portretten van figuren die in het verleden een belangrijke politieke rol hadden gespeeld, vormden een geliefd thema. Ook de stijl van het werk werd gesmaakt. De kunstenaar schilderde op overtuigende manier de schijnbare achteloosheid en vorstelijke allures van de toekomstige keizer. Van Beers was erin geslaagd met uiterst weinig middelen op virtuoze wijze de materiële details van textiel en bont weer te geven. In de Parijse pers werd de Lierse kunstenaar juichend onthaald en het leek erop dat zijn carrière een hoge vlucht zou nemen.
De kunstenaar zelf wou echter niet verder in de historieschilderkunst. Hij zei daarover: ‘Het harde werk en de studie, de tijd en het geld dat ik telkens moet investeren staan niet in verhouding tot wat het opbrengt.’ Vlak na de voorstelling van Keizer Karel als kind koos hij daarom resoluut voor een ander genre. Modieus geklede dames en elegante demi-mondaines, maar ook marines en landschappen werden zijn geliefkoosde thema’s. Hij zou bekend worden om zijn uiterst fijn geschilderde genreschilderijtjes. Ze waren makkelijk te begrijpen, waardoor ze erg in de smaak vielen bij de gegoede Parijse burgerij. De verkoop draaide goed en ‘Le Meissonier des dames’, zoals Van Beers genoemd werd, groeide uit tot een welstellend man.
Bij kunstwetenschappers stond hij begin eenentwintigste eeuw bekend als de ietwat mediageile en neurotische figuur die niet terugdeinsde voor schandalen. Critici ergerden zich aan zijn lichtzinnige onderwerpen en de fotografisch aandoende stijl van zijn werken. Dat laatste vormde de basis voor het Sirène-proces tegen de kunstenaar in 1881. In een interview zei hij er het volgende over: ‘Op een dag heb ik bij wijze van afleiding een tafereeltje geschilderd waarop een marineofficier te zien is die een elegante dame een boot helpt in te stappen. Het schilderij is op het Salon van Brussel tentoongesteld, waar het onmiddellijk de aandacht trekt, véél te véél aandacht zelfs, want kunstenaars en critici zijn luid roepend beginnen te verkondigen dat de fijnheid van het schilderij niet geproduceerd kan zijn met natuurlijke middelen en dat ik over een foto heen heb geschilderd!’ Van Beers zou het proces uiteindelijk verliezen. De rechter oordeelde namelijk dat “qui expose s’expose”, ofwel, dat wie tentoonstelt met kritiek moet kunnen omgaan. Het probleem was niet zozeer dat Van Beers foto’s als modellen gebruikte. Dat werd immers wel meer gedaan. De discussie draaide voornamelijk rond de vraag of La Sirène als een volwaardig kunstwerk beschouwd kon worden. Had de kunstenaar bedrog gepleegd door een foto te overschilderen en het dan als een volwaardig kunstwerk tentoon te stellen op het salon?
De pers vroeg zich luidop af wat er onder de verflaag van het werk zat. Het was dan ook maar afwachten tot iemand het werk zou beschadigen. Dat gebeurde ook; op een ochtend bleek dat het gezicht van La Sirène weggekrast was. De mediabelangstelling was enorm en om zijn naam te zuiveren, stelde Van Beers zelf voor het schilderij te laten onderzoeken. De experts vonden geen onderliggende fotografische afdruk en besloten dat Van Beers een oprecht man was. Niet iedereen was het daar echter mee eens. De conclusies van het onderzoek, maar vooral de wijze waarop het onderzoek gevoerd was, stuitten op veel weerstand. Uiteindelijk mengden zelfs fotografen zoals Charles Thiel, president van de Association belge de photographie, zich in de strijd. Thiel beschreef uitvoerig in een door hem gepubliceerde brochure over transfermethodes. Op die manier wou hij een einde maken aan de onwetendheid over fotografie en duidelijk maken dat niet alle procedés met het blote oog zichtbaar waren. Uiteindelijk bleef men in 1881 een antwoord schuldig op de vraag of Van Beers over een fotografische onderlaag had geschilderd. Niet veel later ontstond er alweer commotie. Ditmaal hekelde men het feit dat Van Beers aan de lopende band schilderijen in een atelier liet maken. Alweer eindigde de hetze in een proces.
Van Beers’ werk is stilistisch zeer divers. Er is een groot verschil duidelijk tussen de bijna hyperrealistische portretten en zijn losse, schetsmatig geschilderde landschappen. Zijn bekendste werken zijn de zeer realistische portretten van de Franse publicist Henri Rochefort (1831-1913) en Peter Benoit (1834-1901). Beide portretten bevinden zich in de collectie van het Koninklijk Museum voor Schone Kunsten Antwerpen.

## Beschrijving
In Keizer Karel als kind schilderde Van Beers een keizerlijk uitgedost jongetje. Hij wordt omringd door fluweel, goud en de windhond van de familie. Treffend zijn de vorstelijke allures en de nonchalance van de toekomstige keizer. Van Beers slaagde er echter in het kind ‘achter’ de keizer te tonen, dat met uitdrukkingsloze blik naar de toeschouwer staart. Het is alsof hij nu al zijn zware verantwoordelijkheid aanvoelt. Siska Beele, conservator aan het Koninklijk Museum voor Schone Kunsten Antwerpen, beschouwt het werk als een wonderlijk portret. Zij prijst vooral de virtuoze techniek, geraffineerde compositie en raadselachtige betekenis.